# The Happy Prince (2018)
The Happy Prince ist ein Historiendrama von Rupert Everett, das im Januar 2018 im Rahmen des Sundance Film Festivals erstmals gezeigt wurde. Der Film erzählt die Geschichte von Oscar Wildes letzten Lebensjahren im Exil.

## Handlung
Seine letzten Lebensjahre muss Oscar Wilde im Exil verbringen. Auch wenn er schwer krank ist, bewahrt er seine Extravaganzen, seine Ironie und seinen brillanten Witz.

## Produktion

### Filmtitel

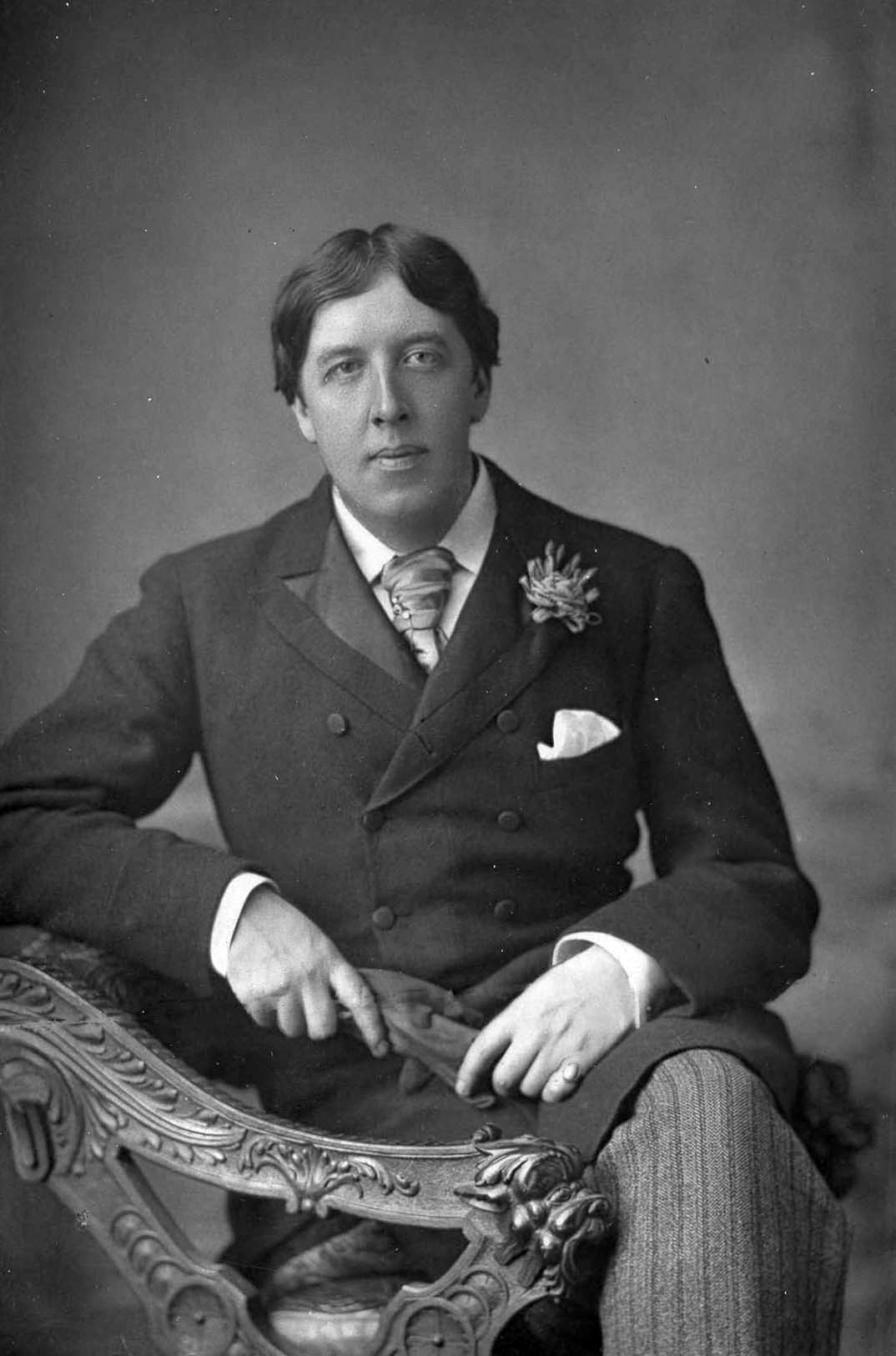
Oscar Wilde im Jahr 1889

Der Titel des Films bezieht sich auf die im Jahr 1888 erschienene Sammlung von fünf Kunstmärchen des irischen Schriftstellers Oscar Wilde mit dem Titel Der glückliche Prinz und andere Märchen (Originaltitel The Happy Prince and Other Tales). Nahezu zehn Jahre später war Wilde gesundheitlich schwer angeschlagen aus der Haft entlassen worden. Am gleichen Abend floh er vor der gesellschaftlichen Ächtung nach Paris und betrat nie wieder britischen Boden. Seine letzten drei Lebensjahre verbrachte Wilde unter dem Namen Sebastian Melmoth auf dem europäischen Festland in Armut und Isolation, unter anderem in einem billigen Hotel in der Rue des Beaux-Arts. In dieser Zeit traf er sich unter anderem mit Lord Douglas in Neapel. Auch Wildes Frau Constance hatte mit den Kindern England verlassen und unter anderem in der Gegend von Nürnberg unter dem Namen Constance Holland gelebt.

### Stab und Besetzung
Es handelt sich bei The Happy Prince um das Regiedebüt von Rupert Everett, der auch das Drehbuch schrieb. Everett sagte gegenüber Sigrid Fischer vom Deutschlandfunk, es gebe eine Parallele zwischen dem Leben eines schwulen Schauspielers in Hollywood und der Tragik eines Oscar Wilde: „Ich denke schon, in dem Film steckt alles, was ich zu geben hatte. Weil es so lange gedauert hat, und ich derweil immer älter wurde, dachte ich: wenn ich scheitere, sterbe ich. Ich dachte irgendwann, mein ganzes Leben hängt am Erfolg dieses Projekts.[…] Als schwuler Schauspieler ist man immer der Außenseiter. In dem Punkt fühle ich mich der Geschichte des Films schon sehr verbunden.“ Weiter sagte Everett über Wilde, dieser sei ein Genie, aber genauso ein Idiot gewesen, mit tonnenweise menschlichen Impulsen wie Eitelkeit, Snobismus und Gier. Für ihn habe er etwas von einer Christusfigur, weil er sich förmlich ins Feuer geworfen hat, obwohl er jederzeit hätte weglaufen können, was er aber nicht getan habe, sondern ins Gefängnis gegangen sei: „Ich glaube, das hat er getan, weil er wusste, dass es ihn unsterblich machen würde. Anders gesagt: um wieder aufzuerstehen musste er sterben. Ich denke, ohne all das würde man sich weniger an ihn erinnern.“ Zudem sei Wilde auch ein Teil der Debatten des 20. Jahrhunderts, da die schwule Bewegung und Befreiung mit ihm startete, so der Regisseur.
Dietmar Kanthak vom General-Anzeiger erklärt, Everett habe bei seiner Arbeit einen zahnlosen Landstreicher vor sich gesehen, der nach Urin, Schweiß und Zigaretten roch. Nur in Rückblenden, als Vater, der den beiden Söhnen sein Märchen vom glücklichen Prinzen erzählt, erscheine Everetts Wilde jung und attraktiv. Das Drehbuch, das die letzten Jahre mit Rückblenden und apokalyptischen Halluzinationen verwebt, konfrontiere den Schöpfer des Romans Das Bildnis des Dorian Gray mit der verhängnisvollen Liebe seines Lebens, Lord Alfred Douglas, genannt Bosie.
Everett übernahm im Film auch selbst die Rolle von Wilde. Emily Watson spielt seine Ehefrau Constance und Colin Firth seinen Freund Reggie Turner.
Die deutsche Synchronisation entstand nach der Dialogregie von Susanna Bonaséwicz im Auftrag der Christa Kistner Synchronproduktion GmbH, Potsdam. Tom Vogt spricht in der deutschen Fassung Oscar Wilde, Sabine Falkenberg seine Ehefrau Constance Wilde und Frank Röth seinen Freund Reggie Turner.

### Finanzierung und Dreharbeiten
Der Film erhielt vom Deutschen Filmförderfonds eine Förderung von rund 1 Million Euro, aus dem Sonderprogramm für internationale Koproduktionen vom FilmFernsehFonds Bayern 1,15 Millionen Euro und von Eurimages 450.000 Euro. Das Gesamtbudget des Films beläuft sich auf rund 10,5 Millionen Euro.

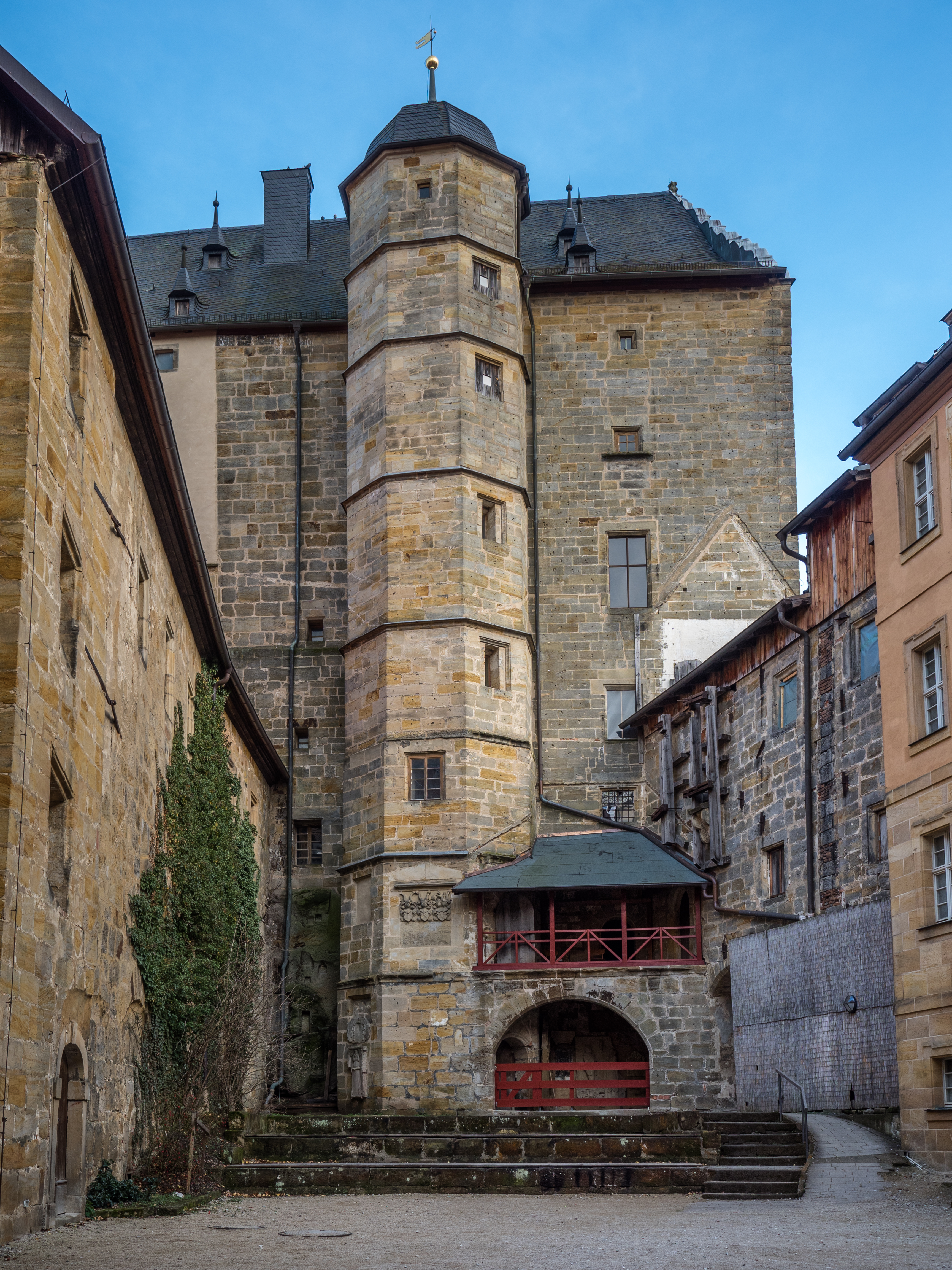
Einer der Drehorte: der Innenhof des unteren Schlosses in Thurnau

Gedreht wurde der Film an 43 Drehtagen von 15. September bis 30. November 2016 in Italien, Belgien, Frankreich und Bayern, so ab 20. September 2016 in den oberfränkischen Orten Thurnau, Mitwitz, Kulmbach und Schmölz. In Thurnau drehte man unter anderem im dortigen Schloss, insbesondere in den unsanierten Bereichen des Nordflügels und an der Kemenate. In Mitwitz nutzte man ein hergerichtetes Zimmer im alten Kuratenhaus am Wasserschloss, Räumlichkeiten im Oberen Schloss und die Turnhalle an der Schlossallee, in der ein Pariser „Café-concert“ und der englische Strafgerichtssaal, das Old Bailey, als Filmsets gebaut wurden.
Vor Beginn der Dreharbeiten in Oberfranken war ein Casting-Aufruf erfolgt, durch den Statisten für den Film aus der Region gesucht worden waren.

### Veröffentlichung
Der Film wurde am 21. Januar 2018 im Rahmen des Sundance Film Festivals erstmals gezeigt. Im Februar 2018 erfolgte eine Vorstellung im Rahmen der Berlinale, wo der Film zudem im Rahmen des Teddy Awards, einem eigenen Wettbewerb, gezeigt wurde. Am 24. Mai 2018 kam der Film in die deutschen Kinos. Im November 2018 erfolgte eine Vorstellung beim Internationalen Filmfestival Thessaloniki.

## Rezeption

### Altersfreigabe
In den USA erhielt der Film von der MPAA ein R-Rating, was einer Freigabe ab 17 Jahren entspricht. In Deutschland wurde er von der FSK ab 12 Jahren freigegeben, in Begleitung der Eltern jedoch bereits ab 6 Jahren erlaubt. In der Freigabebegründung heißt es: „Der Film porträtiert einfühlsam den Lebemann mit selbstzerstörerischen Neigungen und stellt seine Epoche in opulenten Bildern und anspruchsvoller Sprache dar. Die melancholische Atmosphäre mit Darstellungen von exzessivem Drogenkonsum sowie einzelnen dramatischen Szenen von Ausgrenzung und Demütigung kann Kinder unter 12 Jahren emotional überfordern. Doch die kaum jugendaffinen Themen im historischen Setting erleichtern jungen Zuschauern die Distanzierung. Zusätzlich für Entlastung sorgt die zurückhaltende, auf pointierte Dialoge konzentrierte Inszenierung.“

### Kritiken

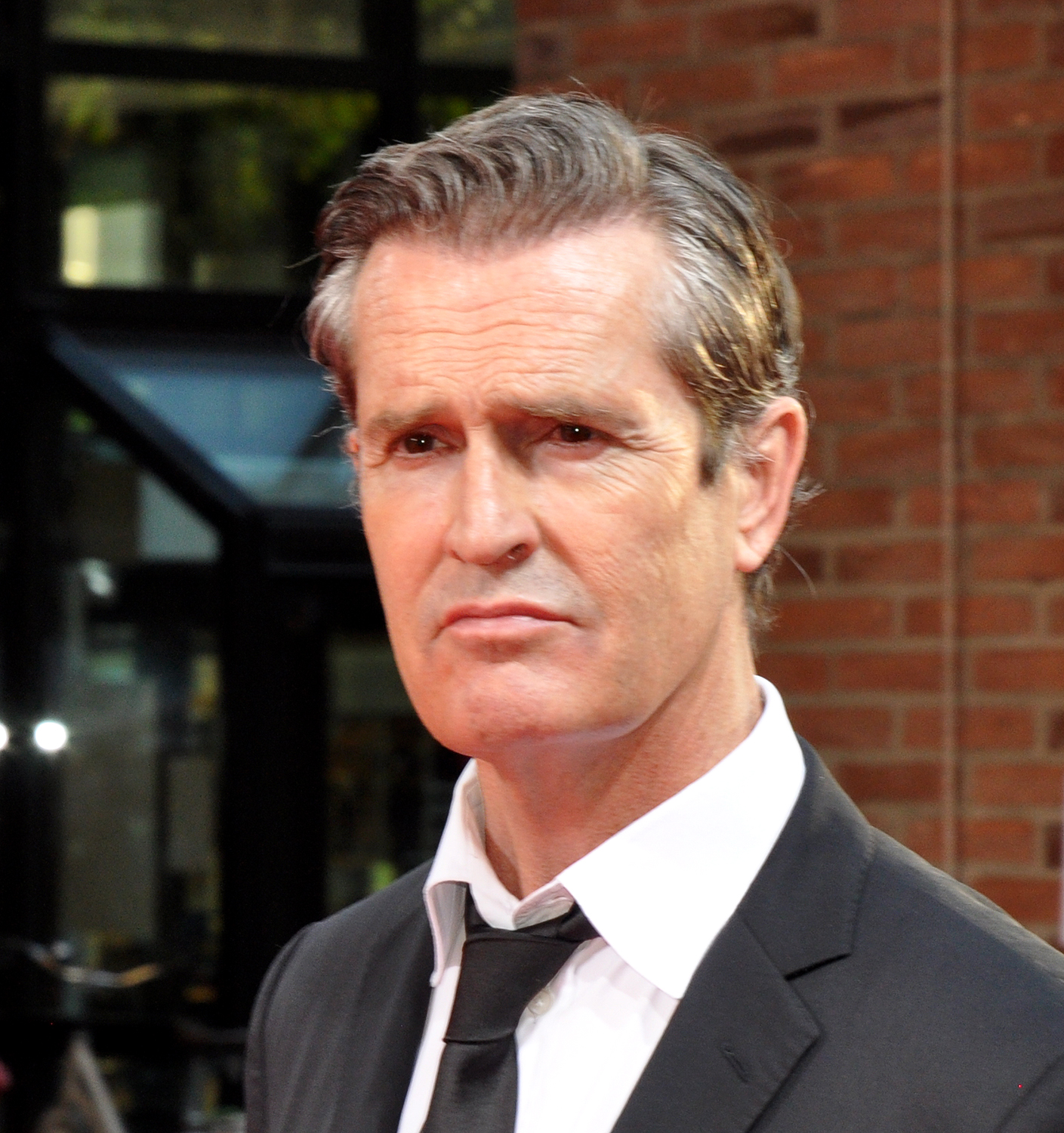
Rupert Everett führte Regie und übernahm die Hauptrolle des homosexuellen Schriftstellers Oscar Wilde

Peter Zander von der Berliner Morgenpost erklärt, The Happy Prince sei kein Biopic im klassischen Sinn: „Das einst mondäne Leben des Verfassers so epochaler Werke wie Salome oder Das Bildnis des Dorian Gray wird schon angerissen, aber nur in Rückblenden. Und nicht mit sachlichem Blick, sondern ganz persönlich, als Stream of Consciousness, der nicht immer ganz klar ist.“ Über Rupert Everett in der Hauptrolle sagt Zander, dieser spiele Wilde ganz ohne Eitelkeit, habe dafür sogar extra Pfunde zugelegt und stelle sich scham- und schonungslos in erbärmlichen Situationen aus. Everett müsse hier gleich mehrere Vergleiche bestehen, so Zander, so zum einen mit Stephen Fry, der Wilde seiner Ansicht nach mustergültig 1997 in Oscar Wilde gab, aber auch den mit dem Literaten selbst. Beides gelinge ihm mit Bravour, so Zander: „Der offen schwul lebende Star setzt Wilde mit seinem Film auch ein sehr persönliches Denkmal. Und es ist bemerkenswert, wie Everett durch das große Genie, dem er da huldigt, selbst zur Höchstform findet.“
Patrick Heidmann von epd Film bemerkt, in der Erzählkonstruktion, die jene letzten Lebensjahre mit Rückblenden und Halluzinationen durchsetzt, könne Everetts Drehbuch überzeugen, was sich jedoch auf Dialogebene nicht immer behaupten lasse, was natürlich besonders auffalle, wenn im Zentrum der Meister der Wortgewandtheit steht. Auch in der Inszenierung erkenne man gewisse Schwächen, so Heidmann, da sie Everett doch ein wenig zu bieder gestaltet habe, sei es in der Lichtsetzung oder dem verschämten Umgang mit Sexualität. Doch all das mache der Film mit der emotionalen Wucht seines Hauptdarstellers wieder wett. „Everett spielt mit einer derart bedingungslosen Hingabe, als sei dies – Eitelkeit hin oder her – die Rolle seines Lebens.“
Von der Deutschen Film- und Medienbewertung wurde The Happy Prince mit dem Prädikat Besonders wertvoll versehen. In der Begründung heißt es: „Eine erstklassige Lichtgestaltung sorgt für Lichtstimmungen, die absolut glaubhaft für die abgebildete Zeit erscheinen. Die historische Ausstattung zeugt von großer Sorgfalt, ohne zu verbaut, zu perfekt zu wirken. Dann doch lieber eine geschickt platzierte Unschärfe gesetzt, als die Glaubwürdigkeit zugunsten von perfekt gestrichenem Pappmaché und Bauschaum aufzugeben. Ein rundum gelungenes Regiedebüt also, das die Jury gleichzeitig als klug, unterhaltsam und visuell ansprechend empfunden hat und somit vorbehaltlos jedem Zuschauer ans Herz legen möchte.“

### Auszeichnungen
Der Film befand sich in der Vorauswahl der Verleihung des Deutschen Filmpreises 2018. Zudem erhielten die Produzenten des Films im Rahmen des Bayerischen Filmpreises 2017 eine mit 100.000 Euro dotierte Auszeichnung. Im Folgenden weitere Nominierungen.
British Independent Film Awards 2018
- Nominierung als Bester Schauspieler (Rupert Everett)[22]

Deutscher Filmpreis 2018
- Nominierung für das Beste Kostümbild (Maurizio Millenotti und Gianni Casalnuovo)[23]

Europäischer Filmpreis 2018
- Nominierung als Bester Schauspieler (Rupert Everett)[24]